# Calledema sodalis
Calledema sodalis är en fjärilsart som beskrevs av Butler 1878. Calledema sodalis ingår i släktet Calledema och familjen tandspinnare. Inga underarter finns listade i Catalogue of Life.